# ピシュタコ

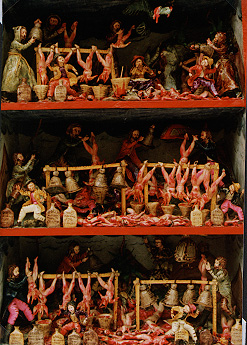
ピシュタコたち。レタブロ (ペルー)（箱型祭壇）。アヤクーチョ市

ピシュタコ（北ケチュア語：pishtaco、「屠殺者、首切り人、頸を掻っ切る者」、ニャカク （南ケチュア語：ñaqaq ）、または（アイマラ語：kharisiri）は南アメリカのアンデス地方、特にペルーとボリビアの神話・伝説にみえる、ペルー先住民を殺して、または生きながらにして脂肪を採取するという悪霊である。白人やメスティーソであればピシュタコと疑われて襲われることがあり、現在にいたってもその俗習が消えていない。
元はスペインの征服者たちが、人間の死体の脂を傷や病気の妙薬に使っていたという俗信から発祥しているという。

## 名称
ピシュタコは、スペイン語でデゴジャドール（degollador (首切り人、屠殺者）とも呼ばれている。
ペルー中部ではピシュタコ（pishtaco 「屠殺者」。中部および北ケチュア語の動詞 pishtay 「斬首、喉を掻っ切ること」に由来）と呼び、アンデス以南ではナカク（ñaqaq, naq'aq, ñaq'aq（南ケチュア語：naqay、やはり「斬首、喉笛切り」） ）といい、あるいはカリカリ（アイマラ語：kharikhari、「切る者」）と地域名が異なる。
またアイマラ語でカリシリ（kharisiri、異綴り： karisiri 「屠殺者」）またはリキチリ lik'ichiri（「脂肪を作る者」、アイマラ語の動詞 likíchaña, lik'intaña 「脂肪をとりのぞく」より）と、ボリビア・アルティプラーノ地方（ボリビア南部）では呼ぶ。

## 伝承
アンデス地方の民間伝承によれば、ピシュタコとは先住民を狙って襲い、人脂（スペイン語: unto、「膏薬」）を採取し、様々な用途に使用する、姿格好はそう人間とかわりない怪物か悪魔である。同じ村人や近隣の部外者がピシュタコと噂されたりもするが、特に白人かメスティーソがそうだと疑われる。多くの場合、山刀や長刀を持つとされ、あるいは斬首し、腹を裂き（臓器を抉り出す）、バラバラに切り刻む。その場合は即死に近いが、ピシュタコは外傷をつけずに脂を抜き取り去ってゆき、その後遺症で数日後に死に至る、とも語られる。そのときの方法は、魔法の粉で相手を不動にさせ、肛門から脂を抽出するのだといわれる。
ピシュタコは概して権力ある白人（グリンゴ）に見立てられるが、（どういう職務者かは）時代により変遷し、よって着るとされる衣装や人脂の用途も変遷している。元来（征服時代）では、スペイン兵が先住民の脂を採取して傷の手当てをするという伝説ができた（ § 植民地時代の背景参照）。18世紀に入ると、ナカク（屠殺者）の呼称の、ナイフで切り裂く僧侶がいるとされた、そしていずれ、ピシュタコは人脂をよりよい鐘の制作や、聖人像の顔を磨くのに使う、などといわれるようになる。さらに後、ピシュタコの権化は、馬や車を乗り回す権力者にすりかわる。 その「権力者」が農園主（アセンダード）とみなされるようになったのは奴隷制度農園の頃からで、ほぼ20世紀全般まで続いた。 工場主とされることもある。ピシュタコは、ある伝承によれば、長ポンチョに長つば帽子の格好で、長いサーベルで首をたちまち斬りおとす。近年ではペルー軍兵と同化してきて、軍服を着、兵のような毛糸帽子を被り、機関銃を携えるとさえいわれる（ § 現代テクノ版参照）。
襲撃のパターンは、夜（寝込みを襲う）とも、一人を狙う待ち伏せともいわれる。夜襲型は、夜間来襲し、先住民の首を刈って殺して血や脂肪を採取する悪魔である。鄙びた地に跋扈するが、ニャカ（ナカクの異形）と呼ばれる場合は僧服で、高地や人気のない場所で待ち伏せし、単独の通行者の首を斬って脂肪を採る。
採取した脂肪（油）は、由緒古い伝承だとスペイン兵たちが薬として使うとされる。後には（上述の僧服を着たピシュタコから想定できるように）いかにも教会っぽい、鐘の鋳造（長持ちするものや、美声で鳴るもの）や、聖人像の保全などに使われるのだと語られるようになった（ § 教会的ピシュタコ）。人脂は金属の保存に有用とされたわけだが、これはあながち間違いではなく、かつては欧米では機械油に獣脂（タロー）を使っていた、と指摘される 。権力者の銃の手入れの脂でもあったが、なにより（工場主や農場主よろしく）、工場（砂糖精製所）の機械油や、製粉機、機関車の潤滑油に用いられるとされた。製薬業以外にも、化粧品業に利用されるとも19世紀頃からいわれはじめ、石鹸づくりに使われるといわれたが、カリシリ（kharisiri、異名）が、石鹸用に人脂を狩るという伝承は1990年代まで続いてきた。 カリシリについては人肉を食う（カニバリズム）のいわれもあり、人肉でチチャロンを作って売買したり食したりするとされた。 人肉チチャロンを、人歯のモテ（ホミニー）を添えて食べるともいう。
概して言えば、ピシュタコは「カニバル」（食人種）の性格の方が、ヴァンパイア（吸血種）の性格を上回ると考察される。ただ"ピシュタコは、ほぼたいていヴァンパイア似の白人..」と人類学者マリー・ワイスマンテル（2001）は表現しており、切り裂き切り刻むよりは、犠牲者の「体液」を抜き取るとされる。会議発表ではピシュタコを"インディオの脂を吸う悪僧"だとしている。
「白人ボギーマン」という形容もされる。
ペルーが経験したアラン・ガルシア政権時の1980年代の経済危機においても、さまざまな流言が飛び交い、政府発行の身分証明書カードを身につけたニャカク（ñakaq）部隊が発動されて、人間の脂の採取にあたり、この原料がないと製造できない秘薬を売ることで、対外債務の支払いに充てているのだ、などと言われた（ニカリオ・ヒメネス作品の描写、 § 文芸とメディア参照)。

### 防除法と治癒法
ワイルーロの豆は鮮やかな黒と赤色をしており、魔除けに加工すればカリシリを遠ざけるとされる。また、近年の実録の話では、カリシリに脂を抜きとられたために症状（吐き気や血交じりの下痢）が出たと信じる男が、処方箋として人脂を求め、これをワイル―ロと卵白を使って燃やしたものを使い、治癒されたという。 奪われた脂を回復できるのだそうだ。
上例からもあきらかなように、人脂と称されるものは高価で取引され続けている（現代の商品としての解説は、 § 機械の潤滑油も参照）。
カリシリが襲うのは、大人が主で、子供や老人を狙うことは少ない。その点、子供も襲うサカオホス（スペイン語: sacaojos、「目玉抜き取り」魔、1980年代以降の伝承）とは区別できるが、いずれもピシュタコの仲間として同一視はされる存在である。サカオホスは、1980年代の経済危機のおり、現地のいわゆるチョロ人口が言い出した、いわばピシュタコの新型である。まことしやかに蔓延した流言によれば、マシンガンを携えた白人医が、黒人の助手やボディーガードを伴い貧困街に入ってき、子供の目を採取して外国に売り飛ばす。また、特別な装置で目を採取する噂や、腎臓と腎臓脂も採取するといういわれがある。
1988年、若いフランス観光客たちが、子供攫いだのサカオホスという疑いをかけられ、拘束されあやうくリンチされるところであった。よく似た話は、じつはスペインでもサカマンテカ（「脂取り」魔）の伝説が20世紀初頭頃に起こっており、大衆文学で広められていた。
人類学者フアン・アントニオ・マーニャ（Juan Antonio Manya）が記録する俗信では、カリシリを祓い除けるためには、チャンカカ（パネラ）を噛んでいるとよい、また、土を食ったり、針で刺したニンニクの欠片を見せると有効だとされる。

### その他考察
人類学研究者のアーネスト・ヴァスケス・デル・アギーラ（Ernesto Vasquez del Aguila）によれば、ピシュタコは「重要な組織の庇護」にあり、「不可侵（アンタッチャブル）」であり、ピシュタコの被害者は、ほぼなすすべなく全般的に危険にさらされている。

## 植民地時代の背景
そもそもの伝承は16世紀にさかのぼる。もとをたどればスペイン人による征服時代、コンキスタドールたちは、先住民の脂肪で自らの創傷を治療するというひとつ話である。当時のクリストバル・デ・モリーナ（1570年代）や、エレーラ（アントニオ・デ・エレーラ・イ・トルデシリャス、1601年）が人脂（スペイン語: unto、「膏薬」）伝説について記録しており、スペイン人が某難病の唯一の特効薬としてこれを使うだとか、傷につかうだとか流言がひろまり、先住民たちは怖れて近寄るのをはばかるようになったという。
スペイン人はまた、原住民を殺害して煮出した脂肪で金属製のマスケット銃や大砲に塗る油脂を作っていたと言われている。たしかに多湿のアマゾンでは、これら武器は錆びるのが早かった。
人類学者のエフライン・モロテ・ベストによれば、ピシュタコがベトレヘム兄弟会（ベツレヘム会、ベツレヘム教団）関係者と思われるようになったのは18世紀初頭である。この会はじっさいには病人の介護や死者の埋葬、道行く人から義援金を募ったりしたが、創設者のペドロ・デ・サンホセ・ベタンクールは、自己の謙虚さのしるしとして、口で患者の傷を洗浄していたという。 この会は昔に解散しており、現代では僧もそうだが、聖職者でなくても白人のメスティーソ一般が疑われる可能性があることは上述したとおりである。異名の「ナナク」（nanaq）は 1723年に首裂き魔としての使用例があり、僧侶と認識されている。
ペルーアマゾニアに居住するアシャニンカ族のある伝承では、かつてビラコチャたちのなかにインカという名のシャーマンの悪童息子がおり、そいつが湖から釣りだした者たちがピシュタコ、すなわち原初の白人であり、のちに「フランシスカーノ」（フランシスコ会員）と呼ばれたという（ ビラコチャ神は、インカ神話ではチチカカ湖より出で現れた創造神だが、湖近くに創造された世界の住人は、色白い「ビラコチャたち」（複数形）だった）。
現代のピシュタコ伝承は、植民地時代の性格も受け継ぐが、あきらかに現代風にアレンジされている。現代のナカクは、人脂を三つの主な用途にするとされるが、それは薬（植民地時代）、 音の良い鐘づくり（共和国誕生頃。 § 教会的ピシュタコ参照）、機械油（産業革命後、 § 機械の潤滑油参照）である。

### 教会的ピシュタコ
モロテの調べによれば、ベトレヘム兄弟会（ベツレヘム教団）の僧侶がピシュタコ視（ナタク視）されたのが18世紀初頭であった。すなわちナタクの定着イメージも、ベトレヘム僧のように茶色い僧服を着るとされるようになり、道中で人を襲うとされた（これは教団が道中で寄付をつのるという行為による）。
現代の伝承をみると、「カリシリ」についても、色々に教会的な要素が付帯されている。すなわち聖パンや、タタ・クーラの教典（「司祭おじさん」のような愛称だが、義援金を集める者を指す）に関わるとされた。また鐘を鋳造する時に人脂を混ぜて作り、鐘は大きく響き渡るようになるとか、長持ちするようになる、などという伝説がこしらえられた。他にも（洗礼用の）聖油や、ろうそく、聖人の石膏像の顔をぴかぴかに磨くため、聖人の油彩画を描くため、等に脂を使うのだとされた。
ホセ・マリア・アルゲダスは、「ピシュタコ」と題する一編（リマ市で採取）を収めているが、時代背景は ペルー共和国のあけぼの（1820年代頃）に設定されており、その頃、人を殺して脂を奪う者らがいたが、 鋳物工場で脂を使って釣鐘鋳造すると、犠牲者が美声の持ち主であるほど、鐘の出来栄えが美しい響きとしてあらわれるのだとされた。
ボリビアのカリシリは、1950年代頃まではフランシスコ会の修道士の死者として描写されることがふつうで、つばの広い道士の帽子を被ってあらわれ、アイマラ族から魔法の術で腎臓脂肪を奪い、それが司教のもとに集められて聖油の製造に使われた、と言われていた。
ペルーのレタブロ（箱型祭壇）製作者のニカリオ・ヒメネスによる作品『ピシュタコ』では、植民地時代、フランシスコ会の修道士の姿格好をしたピシュタコが、鐘のための脂を採取している場面を描写する（ニカリオ・ヒメネス作品の描写、 § 文芸とメディア参照)。

## 現代テクノ版
現代のピシュタコは、先住民が自分らの身体が商品化されることに対する恐怖の象徴となっている。すなわちラテンアメリカで資本主義化が進み、搾取の対象である労働層は、先住民についでメスティーソや黒人層でありつづけた。
現代版のピシュタコはメルセデス・ベンツのような高級車を乗り回すとされる。
ペルー・ワウラ州の州都ワチョでは、ピシュタコのイメージは、1983年頃の当時に道路建設に関わった、ヴィラソル建設会社（あるいは政府の公共事業省）との関わり合いが深かった。ここで発生した流言では、先住民の遺体を使って橋の補強や、まわりの整地の保全に使っている、と口々にいわれるようになった。この噂は、同社の労働環境の厳しさについての譬えから生まれたのではないか、と考察されている。アヤクチョ県とフニン県を結ぶ幹線道路の建設では、山稜の地形で崩落しやすく危険な区間があって、それを凌ぐため、山の神に捧げる生贄を現地民から調達するようにピシュタコに依頼したとの噂が立った。
ペルーでのゲリラ・政府軍による先住民虐殺についての真相究明と和解委員会（CVR、Comisión de la Verdad y Reconciliación）は、その一環として賠償統合計画（PIR、Plan Integral de Reparaciones）を実施し、秘密墓地などの遺体を発掘して、家族に再確認させ、これと兼ねて行方不明者の発見も試みた。認定を受ければ家族は3000ユーロほどの賠償金を得たが、遺体は粗末に扱われ、あるいは他人と一緒くたにされた、粉砕した骨片や調味料の原料として企業に売られたり、医学研究用に売られたのではないか、と噂が立ってしまった。
他国でも報告された白人権力者（ないし組織が）が実験体を攫うような話はホンデュラスにもあり、米国CIAが疑われた。

### 機械の潤滑油
現代のピシュタコやニャクタクが集める人脂、冶金や製薬をはじめ、はてはアメリカの宇宙船の発射にも欠かせない原料で、あらゆる産業をまわしているとされている。
古くはまだ独立以前、植民地時代よりある伝聞としては、製糖工場の機械が人脂による潤滑（特に子供の脂）を必要としていたという流言が長らく語られた。やがてのち、1950年代ころから、飛行艇のジェットエンジンが人脂なしには起動しない、といわれはじめ、1960年代には米国空軍がそのためにペルーの子供たちを太らせる目論見がある、と噂されてせっかくUSAIDが援助目的でおこなった給食プログラムを親たちがボイコットさせる事態に陥った。
そして「人脂」が国際市場で高値で取引される物品などの思い込みから、1969年、ひともうけを企んだ二人組の男たちがおり、瓶詰の人脂を売却して捕獲されたが、羊飼いの女性らを殺して得たものだった。
実際、欧米では獣脂（タロー）を機械油に使っていたので（捕鯨で得た鯨油もそうである）、その原理を知っているならば辻褄はあっており、あくまで実用可能性からすれば、ありえない話ではないと指摘される。

#### ピシュタコ事件
2009年11月、ペルーで約60人の人々が殺害、ピシュタコ伝説が誘因となったとされる。ペルー国家警察はギャング組織が脂肪を収穫するためだけにこの大量殺人を犯し、リマ市の仲介人を経てヨーロッパの化粧品業研究所に卸したと発表した。組織の名も「ピシュタコ」といい、 犯罪の構図もピシュタコの都市伝説をなぞっていた。 「ピシュタコ事件」として知られる。

## ジャーナリストをピシュタコ扱い
メスティーソや白人であればピシュタコと疑われるということは、善意のジャーナリスト、学者、援助物資関係者なども間違われるということである。
エンリケ・マイアー（Enrique Mayer）は、1983年ウチュラカイで起きた8人のジャーナリスト虐殺事件について考察を加えるが、事件をおこしたコムネロ（共同体成員）たちは、ピシュタコであると勘違いしたからだとしている。マイアーは自分ら人類学者もピシュタコだと思われることはままあり、例えばリオネル・ヴァレーとサルヴァドール・パロミーノの二名は、1960年代にケチュア族の先住民に拘束され、あやうく殺されるところだった。ピーター・ゴースによれば、「自分を含むアンデス地方の民族誌学者のほとんどは、ニャカクとして認識されたことが"、どこかである、と語っている。
先住民が、ペルーやボリビア国にまたがるアルティプラーノ高地（鉱山地帯）で調査していた地理学者をピシュタコとみなして襲撃した例もある。また、ある人類学者グループが、贅肉（脂肪のヒダ）の測定調査をおこなっていると、後でピシュタコが標的にするための脂肪のよくついた個人を選別するためだ、と噂されて研究が継続困難になった。

## 諸芸術とメディア
ニカリオ・ヒメネス作の箱型祭壇（レタブロ、写真上を参照）、題名『ピシュタコ』では、時代に拠る伝説の変遷を、三段構えで描写している。上段は植民地時代、フランシスコ会の修道士の姿格好をしたピシュタコが、鐘を鋳造するための脂を採取している場面を描写する。中段は、1960年代の設定で、現代風ニャカクは、機械工のつなぎを履いた長髪の白人で、脂を飛行機のエンジンや工場の機械の潤滑に使う。下段は1980年代、暴力をふるう特殊部隊に見立てたピシュタコの格好はさまざまで、海外から武器取引し対外債務を支払う将官の姿も見受けられる。
ピシュタコは、マリオ・バルガス＝リョサによる小説『アンデスのリトゥーマ』で登場する現地民の俗信に生きている。本編では、2人のグアルディア・シビル（治安警備隊員）が3人の男性の消失を調査。この警備隊は軍属であり、調査員のリトゥーマは軍人である。まっさきに疑われるセンデロ・ルミノソのゲリラ犯行の線はすぐに消え、現地バーキーパーら男女に嫌疑が移る。彼らの言動から、ピシュタコを生贄の命を奪いに来る存在であると信じていること、また、山の神アプらが生贄を必要とし、特に頓挫した道路開通プロジェクトなどの後には、復活のため、地域経済の復興のために必要であると信じていることが浮き彫りに出る。作家のヴァルガスは、上述の8人のジャーナリストが犠牲となったウチュラカイ虐殺事件の調査報告を任されたが、ピシュタコ伝承が関わって先住民が殺害を行った可能性に触れておらず、外部から指摘されてしまった。そこで本編小説を執筆するにあたり、ピシュタコを登場させた経緯がある。